# Prave muhe
Prave muhe (znanstveno ime Muscidae) so družina dvokrilcev, ki jo uvrščamo v podred pravih muh kratkorožk (Brachycera), sestavlja pa jo okoli 4000 danes živečih opisanih vrst, med katere uvrščamo domačo muho (Musca domestica) in druge znane vrste muh.

## Opis
V splošnem so majhne, čokate žuželke; podobno kot sorodne družine iz podreda pravih muh kratkorožk imajo kratke tipalnice. Te so zgrajene iz treh členov, od katerih tretji (t. i. arista) je grmičasto razrasel in izrašča blizu baze drugega. Prave muhe in sorodne družine dvokrilcev so poznane po značilno oblikovanem obustnem aparatu, kjer je večina obustnih okončin zakrnela, ustna (labium) pa je podobna gobi in porasla s ščetinami, ki omogočajo lizanje tekočine s podlage. Krvosese vrste imajo poleg teh dlak ostre zobce, s katerimi predrejo kožo gostitelja in z ritmičnim krčenjem praskajo po rani. S tem ustvarjo lužico krvi, ki jo nato poližejo. Najznačilnejši taksonomski znak, po katerem se prave muhe ločijo od sorodnih družin, so poleg zgradbe tipalnic podrobnosti v ožiljenosti kril.
Samica izleže jajčeca v razpadajoč organski material, s katerim se prehranjujejo ličinke. Pri nekaterih vrstah se ličinke izležejo iz jajčec že v materinem telesu (ovoviviparija). Ličinke so črvaste oblike, pogosto porasle s ščetinami.

## Ekologija
Večina pravih muh je mrhovinarskih, med njimi pa so tudi zajedavske (npr. krvosesi obadi) vrste in takšne, ki se prehranjujejo z rastlinskimi izločki, npr. nektarjem. Ličinke večine vrst se prehranjujejo na iztrebkih, bodisi kot primarni mrhovinarji, bodisi kot plenilci drugih majhnih žuželk. So tudi pomembni nekrofagi; skupaj z muhami iz družine brenčačk (Calliphoridae) so prvi organizmi, ki pridejo na sveže truplo in vanj izležejo jajčeca. Njihove ličinke tako predstavljajo prvo fazo »kolonizacije« trupla, ki se konča, ko ga zapustijo in se zabubijo v tleh.

### Pomen za človeka
Predvsem v tropih so muhe znane povzročiteljice bolezni, bodisi neposredno, bodisi kot prenašalci drugih patogenih organizmov. Boleznim, kjer se v tkivo naselijo ličinke muh, pravimo miaze (grško myia - muha). Posebej pogoste so v človeških skupnostih z nizkimi higienskimi standardi in lahko povzročijo tudi smrt okuženega človeka ali domače živali. Manj opazno in s tem bolj nevarno za zdravje je dejstvo, da muhe prenašajo druge patogene organizme ( glive, bakterije,...) na telesni površini. Tako kontaminirajo hrano s prebavnimi paraziti, ki jih zanesejo z iztrebkov, ali odprte rane s podkožnimi paraziti. Pomembnejše bolezni, ki jih povezujejo s pravimi muhami, so griža, tifus in vranični prisad (antraks).
Eden od najpomembnejših prenašalcev med pravimi muhami je domača muha, ki se je prilagodila na življenje v človeških bivališčih (sinantropno) in je na ta račun razširjena povsod, kjer živi človek. Med bolj znanimi so tudi obadi, ki poleg tega še boleče pičijo.
Ličinke muh so pomemben element forenzične preiskave trupla. Na vsakem večjem truplu se v naravi zvrsti točno določena serija populacij različnih organizmov, ki se prehranjujejo z odmrlim organskim materialom v različnih stopnjah razpadanja. Prisotnost ličink pravih muh tako nakazuje, da je od smrti preteklo razmeroma malo časa, nabor posameznih vrst muh in drugih organizmov pa kaže na značilnosti okolice trupla (npr. vlažnost, sestava tal ipd.), tudi če je bilo le-to vmes prestavljeno.

## Sistematika
Družino pravih muh sestavlja okoli 4000 danes živečih opisanih vrst, ki jih razvrščamo v okoli 100 rodov.